# Лящовка (река)
Лящовка или Глубокая (укр. Лящівка, Глибока) — левый приток реки Днепра, протекающий по Золотоношскому району (Черкасская область, Украина).

## География
Длина — 19,4 км. Площадь водосборного бассейна — 87,5 км².
Берёт начало юго-западнее села Великая Буромка. Река течёт на юго-восток. Впадает в Кременчугское водохранилище реки Днепра (на 605-км от её устья) северо-восточнее села Лящовка.
Русло слабо-извилистое, пересыхает. На реке есть пруды. Питание смешанное, преимущественно снего-дождевое. Ледостав длится с декабря до марта. Пойма заболоченная, есть лесные насаждения.
Притоки: балка Яр Журавчик.
Населённые пункты на реке (от истока до устья):
1. Михайловка
2. Лящовка